# Bondville
Bondville és una població dels Estats Units a l'estat d'Illinois. Segons el cens del 2000 tenia 455 habitants.

## Demografia
Segons el cens del 2000, Bondville tenia 455 habitants, 188 habitatges, i 119 famílies. La densitat de població era de 702,7 habitants/km².
Dels 188 habitatges en un 27,7% hi vivien nens de menys de 18 anys, en un 48,9% hi vivien parelles casades, en un 9% dones solteres, i en un 36,7% no eren unitats familiars. En el 26,1% dels habitatges hi vivien persones soles el 6,9% de les quals corresponia a persones de 65 anys o més que vivien soles. El nombre mitjà de persones vivint en cada habitatge era de 2,42 i el nombre mitjà de persones que vivien en cada família era de 2,84.
Per edats la població es repartia de la següent manera: un 24,2% tenia menys de 18 anys, un 11% entre 18 i 24, un 33,2% entre 25 i 44, un 18,9% de 45 a 60 i un 12,7% 65 anys o més.
L'edat mediana era de 34 anys. Per cada 100 dones de 18 o més anys hi havia 93,8 homes.
La renda mediana per habitatge era de 41.250 $ i la renda mediana per família de 38.462 $. Els homes tenien una renda mediana de 32.125 $ mentre que les dones 25.536 $. La renda per capita de la població era de 17.439 $. Aproximadament el 8,3% de les famílies i l'11,9% de la població estaven per davall del llindar de pobresa.

## Poblacions properes
El següent diagrama mostra les poblacions més properes.